# 舟岩古墳群

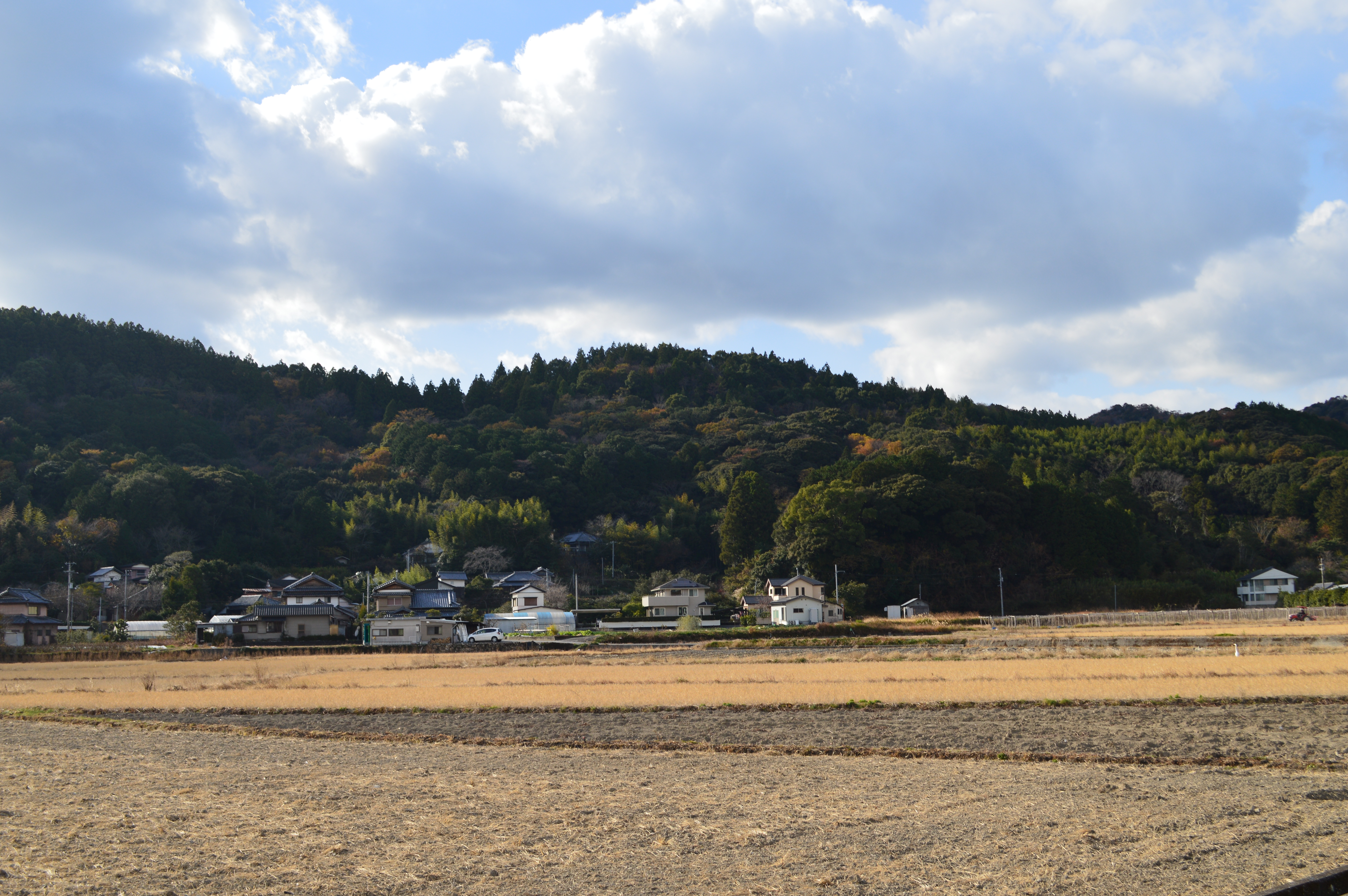
舟岩古墳群の所在する丘陵

舟岩古墳群（ふないわこふんぐん）は、高知県南国市岡豊町小蓮・笠ノ川にある古墳群（群集墳）。史跡指定はされていない。

## 概要
| 須恵器型式     | 特徴                          | 主な古墳     | 主な古墳                                                         |
| 須恵器型式     | 特徴                          | 盟主墳       | その他                                                           |
| -------------- | ----------------------------- | ------------ | ---------------------------------------------------------------- |
| TK10新相 -TK43 | 明見3号型石室導入             |              | 明見彦山3号墳 長畝4号墳 蒲原山東1・2号墳                         |
| TK43           | 舟岩型石室導入                | 伏原大塚古墳 |                                                                  |
| TK209          | 舟岩型石室普及 風水的選地導入 | 小蓮古墳     | 舟岩1・3・8号墳 明見彦山1号墳 一宮大塚古墳 三ツ塚下古墳 新改古墳 |
| TK217          | 角塚型石室導入                | 朝倉古墳     |                                                                  |

高知県中部、香長平野に面する大平山から北西の舟岩山にかけての尾根・北東斜面に営造された古墳群である。これまでに22基が確認されている。1968年（昭和43年）に1-12号墳の発掘調査が実施されているが、調査前・後に多くがみかん園造成等に伴い削平されている。
古墳はいずれも円墳で、埋葬施設を横穴式石室（大半は両袖式、一部は片袖式）とする。最大規模の石室は8号墳で、全長8.9メートルを測る。副葬品としては、金環・銀環などの装身具類、鉄製武器類、馬具類、須恵器（2・8号墳では装飾須恵器を含む）などが検出されている。
この舟岩古墳群は、古墳時代後期頃の営造と推定される。高知県では最大規模の群集墳であり、香長平野における有力集団の墳墓群と想定される。付近では大型横穴式石室を有する小蓮古墳（土佐三大古墳の1つ）が所在し、舟岩古墳群との関連性を指摘する説がある（小蓮古墳は同一集団の首長墓か）。

## 一覧
| 古墳名 | 所在地                     | 形状 | 規模  | 埋葬施設         | 主な出土品                                                       | 備考 |
| ------ | -------------------------- | ---- | ----- | ---------------- | ---------------------------------------------------------------- | ---- |
| 1号墳  | 南国市岡豊町小蓮字舟岩     | 円墳 | 18m   | 両袖式横穴式石室 | 金環・銀環・丸玉・鉄刀・鉄鏃・鉄刀子・馬具類・須恵器・土師器     |      |
| 2号墳  | 南国市岡豊町小蓮字舟岩     | 円墳 | 8.5m  | 両袖式横穴式石室 | 銀環・鍔・鉄鏃・鉄刀子・轡・鉇・須恵器                           |      |
| 3号墳  | 南国市岡豊町小蓮字舟岩     | 円墳 | 10.5m | 両袖式横穴式石室 | 銀環・鍔・鉄鏃・鉄刀子・轡・須恵器                               |      |
| 4号墳  | 南国市岡豊町小蓮字舟岩     | 円墳 | 10m   | 両袖式横穴式石室 | 須恵器・土師器                                                   | 消滅 |
| 5号墳  | 南国市岡豊町小蓮字舟岩     | 円墳 | 9.3m  | 両袖式横穴式石室 | 銀環・管玉・鉄刀子・鉄鏃・轡・須恵器・土師器                     | 消滅 |
| 6号墳  | 南国市岡豊町小蓮字舟岩     | 円墳 | 11.5m | 両袖式横穴式石室 | 銀環・玉類・鉄鏃・馬具飾金具・須恵器・土師器                     |      |
| 7号墳  | 南国市岡豊町笠ノ川字大平山 |      |       | 横穴式石室       | 須恵器・土師器                                                   | 消滅 |
| 8号墳  | 南国市岡豊町笠ノ川字大平山 | 円墳 | 12.5m | 両袖式横穴式石室 | 金環・銀環・鉄刀・鉄刀子・鉄鏃・馬具飾金具・砥石・須恵器・土師器 | 消滅 |
| 9号墳  | 南国市岡豊町笠ノ川字大平山 | 円墳 | 10m   | 両袖式横穴式石室 | 金環・鉄刀子・轡・須恵器・土師器                                 | 消滅 |
| 10号墳 | 南国市岡豊町笠ノ川字大平山 |      | 10.7m | 両袖式横穴式石室 | 鍔・鉄鏃・馬具飾金具・須恵器・土師器                             | 消滅 |
| 11号墳 | 南国市岡豊町笠ノ川字大平山 | 円墳 | 12.8m | 両袖式横穴式石室 | 銀環・須恵器・土師器                                             | 消滅 |
| 12号墳 | 南国市岡豊町笠ノ川字大平山 | 円墳 | 8m    | 両袖式横穴式石室 | 金環・銀環・丸玉・鉄刀・鉄刀子・鉄鏃・馬具類・須恵器・須恵器     | 消滅 |
| 13号墳 | 南国市岡豊町笠ノ川字船岩   |      |       | 不明             |                                                                  |      |
| 14号墳 | 南国市岡豊町小蓮字舟岩     |      |       | 横穴式石室       | 須恵器                                                           | 消滅 |
| 15号墳 | 南国市岡豊町笠ノ川字船岩   |      |       | 不明             |                                                                  | 消滅 |
| 16号墳 | 南国市岡豊町笠ノ川字船岩   |      |       | 横穴式石室       | 鉄刀・馬具飾金具・須恵器                                         | 消滅 |
| 17号墳 | 南国市岡豊町小蓮字池谷     |      |       | 横穴式石室       | 須恵器                                                           | 消滅 |

本古墳群における石室は、玄室を細長い長方形として、前壁を形成するとともに、袖石を羨道側にせり出さない形態とする。変容した畿内型石室として南四国地方で主流の石室型式であり、「舟岩型石室」と捉えられる。

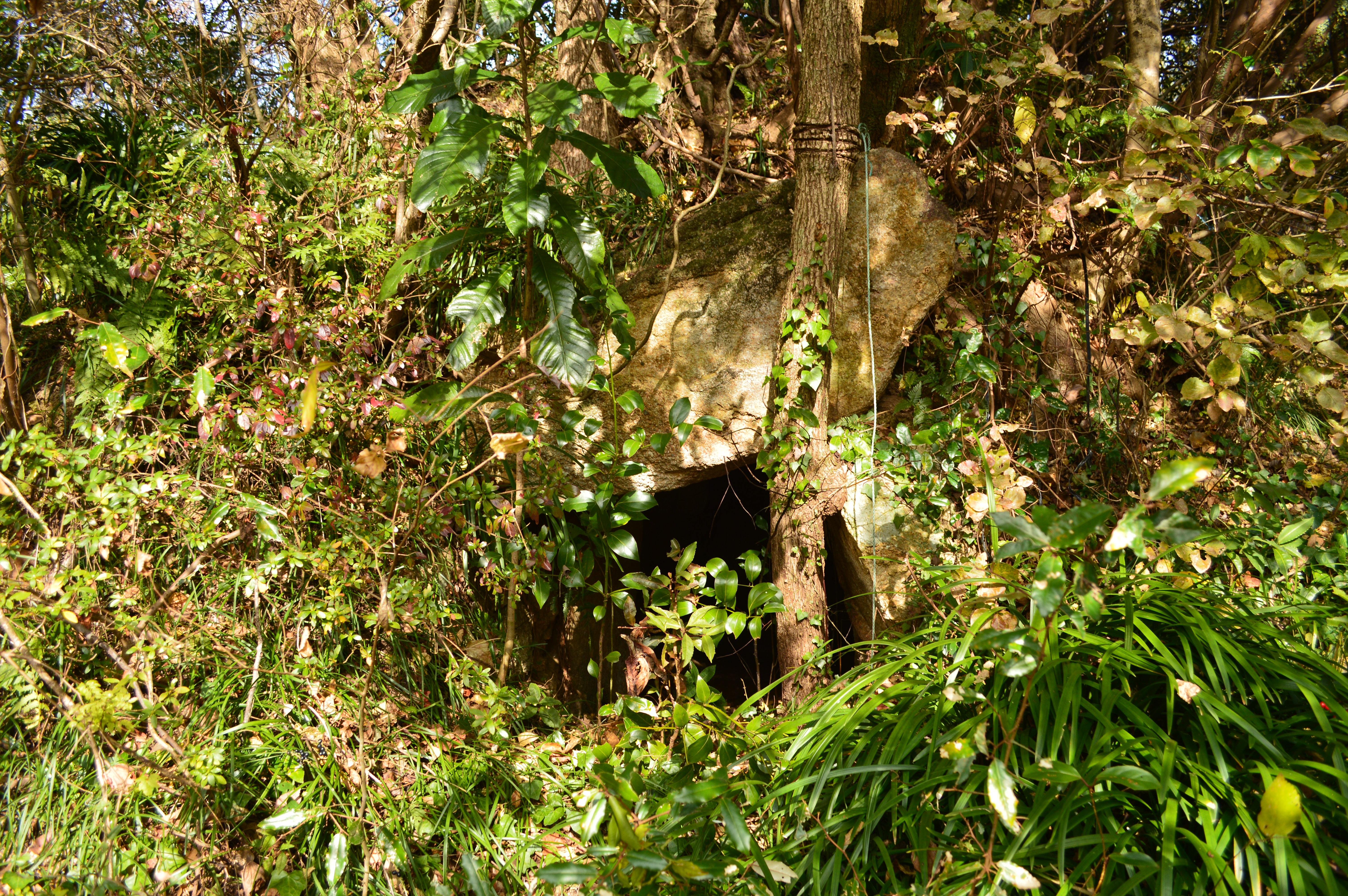
6号墳 開口部
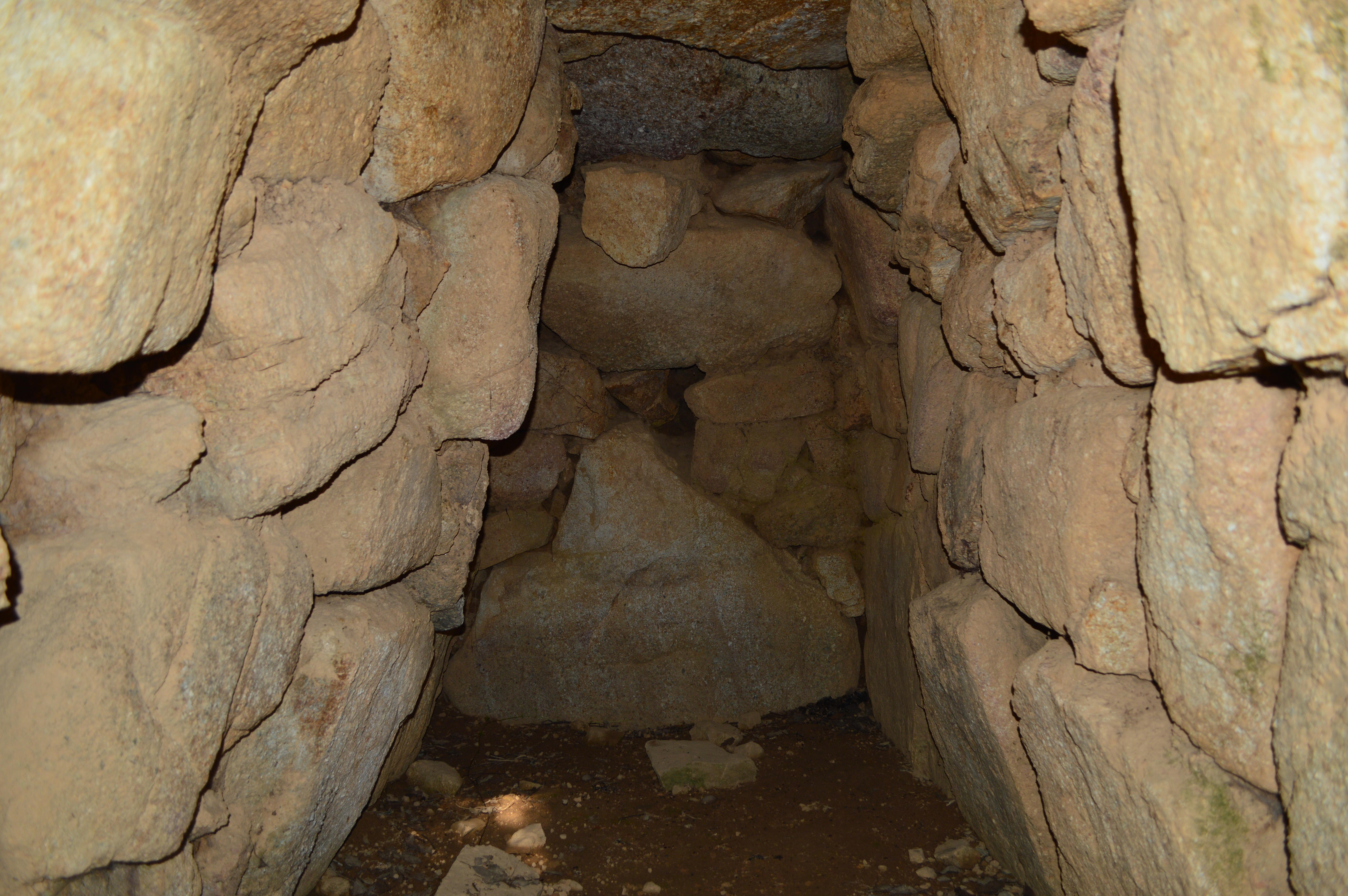
6号墳 玄室（奥壁方向）
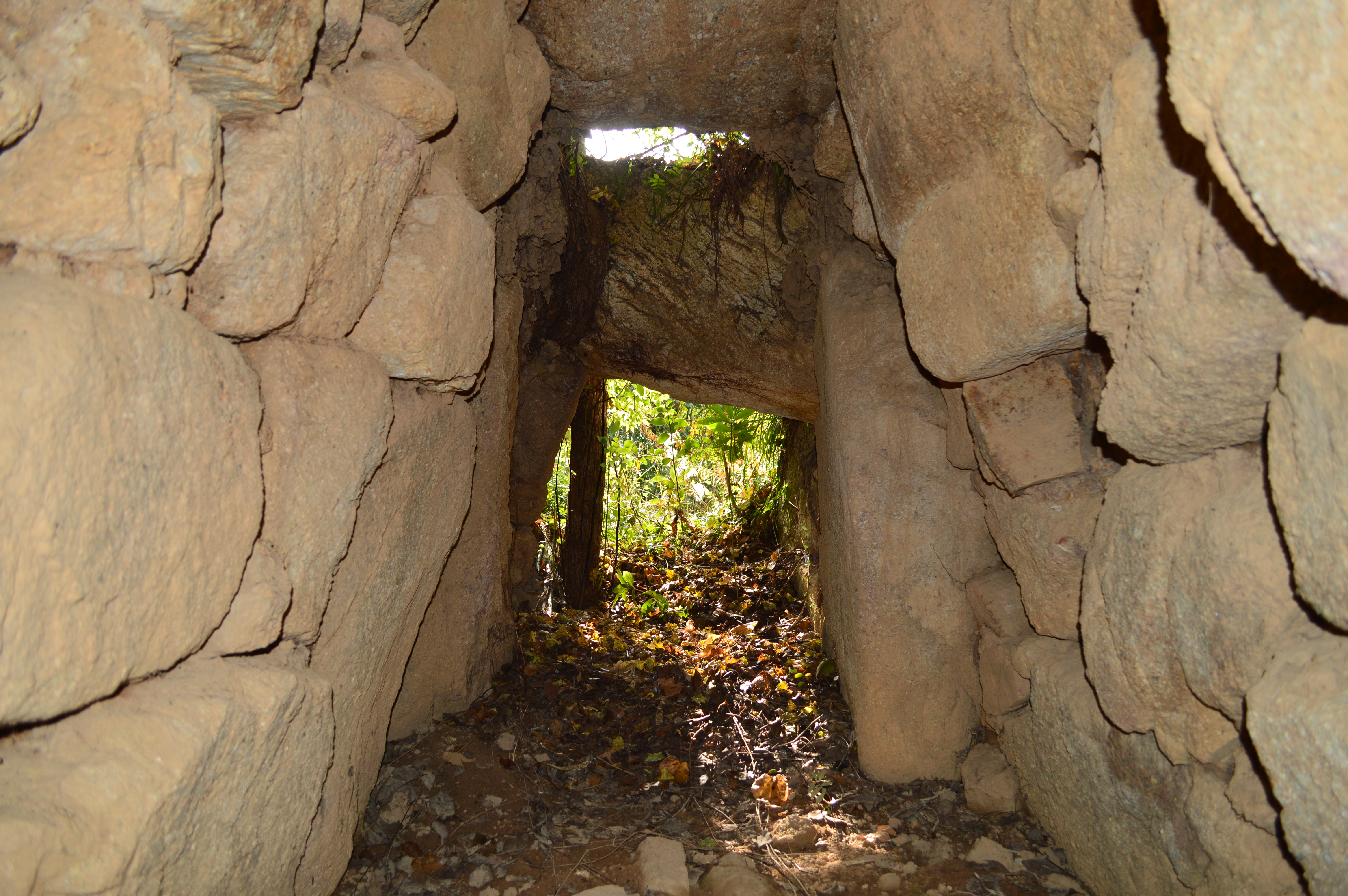
6号墳 玄室（羨道方向）
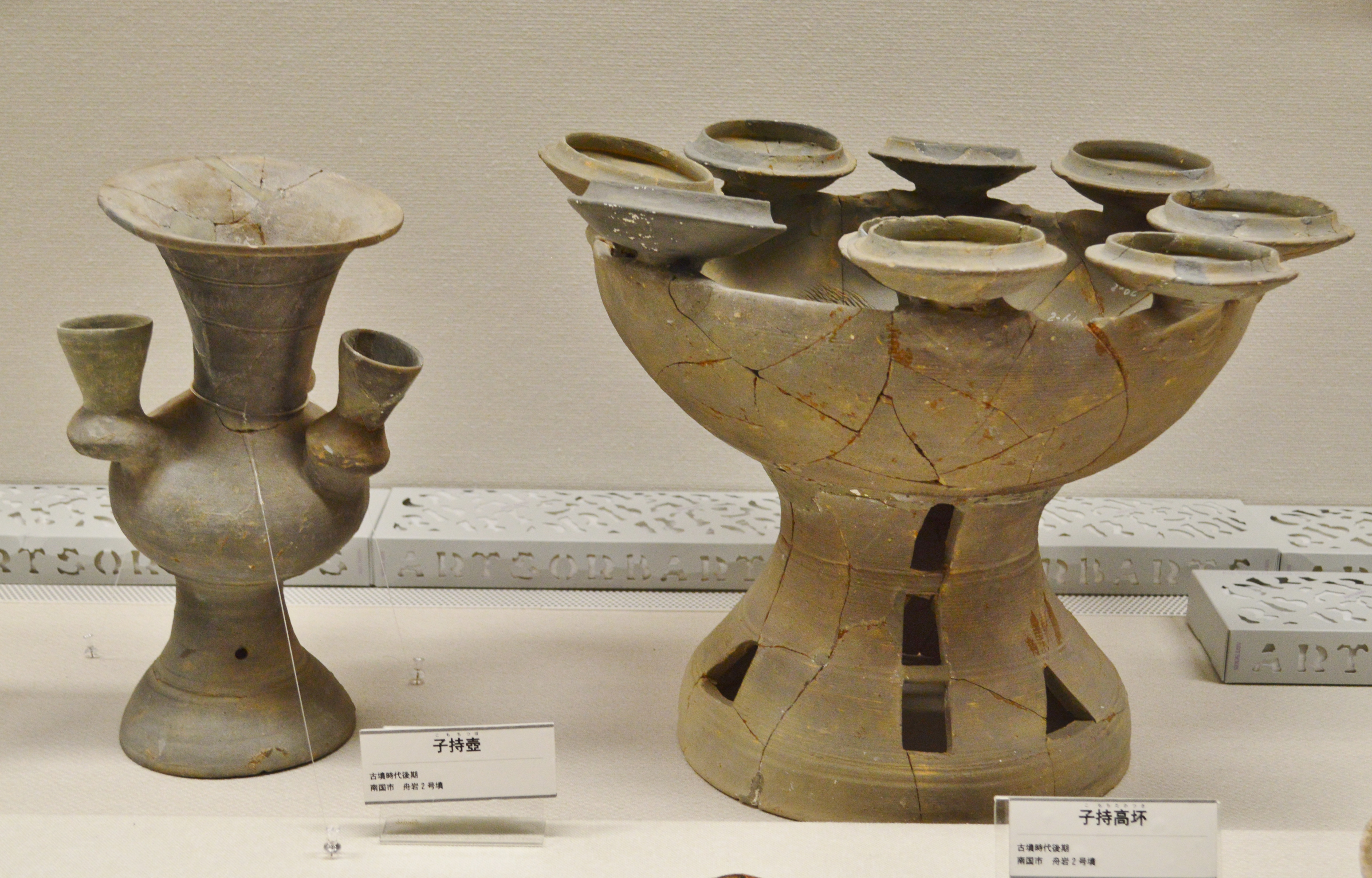
2号墳出土 装飾付須恵器 高知県立歴史民俗資料館展示。
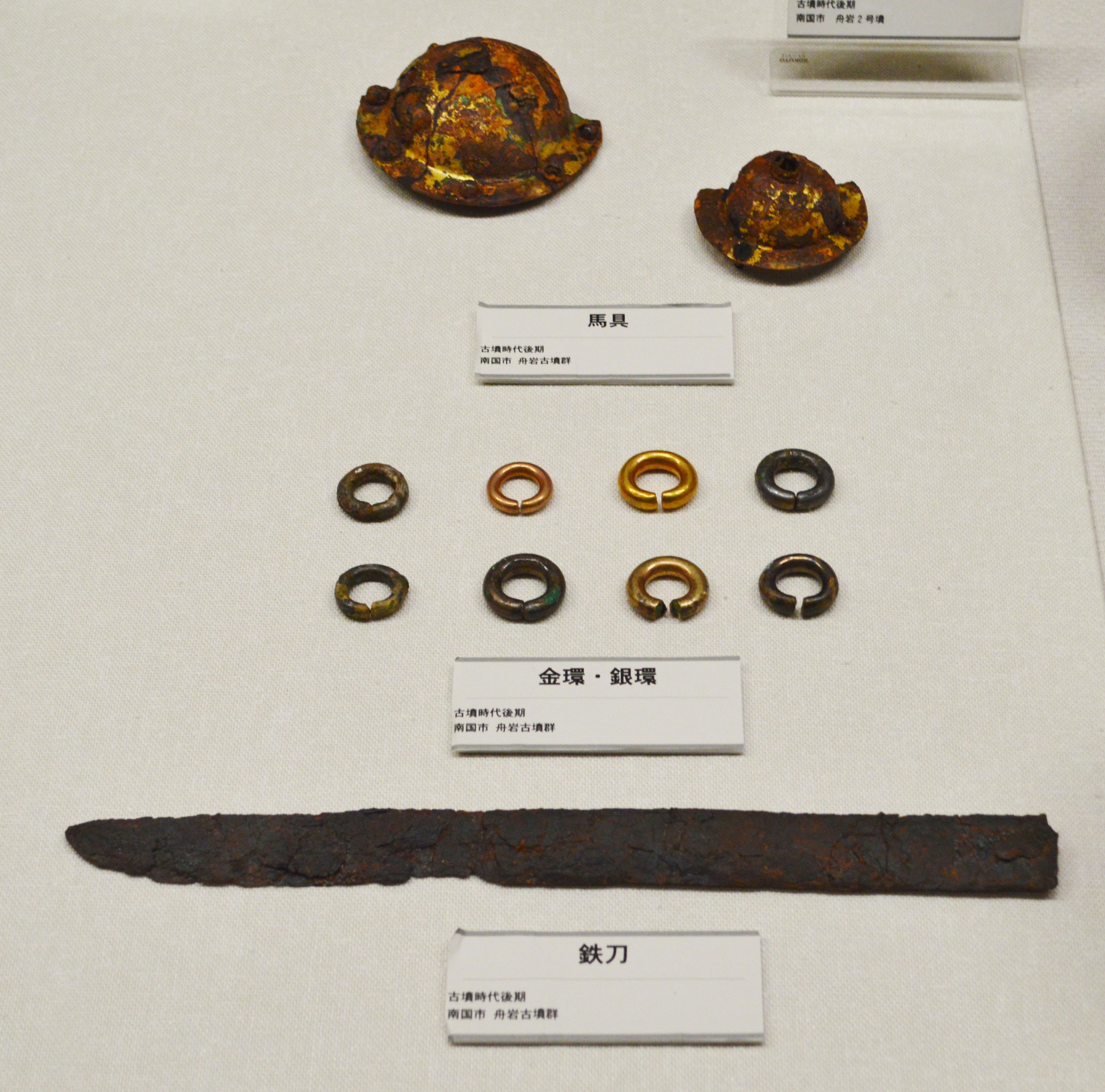
古墳群出土品 高知県立歴史民俗資料館展示。

## 関連施設
- 高知県立歴史民俗資料館（南国市岡豊町八幡） - 舟岩古墳群の出土品等を保管・展示。

## 関連文献
（記事執筆に使用していない関連文献）
- 広田典夫「舟岩古墳群出土の鉄器」『土佐史談』第121号、土佐史談会、1968年、89-94頁。
- 岡本健児「高知県舟岩古墳群出土の須恵器」『陶説』第196号、日本陶磁協会、1969年、29-30頁。
- 『舟岩16号古墳出土遺物について（南国市文化財調査報告書）』南国市教育委員会、1970年。
- 広田典夫「高知県舟岩古墳群」『古代学研究』第68号、古代学研究会、1973年、10-28頁。